# Ка Калегари (Венеција)
Ка Калегари (итал. Ca' Callegari) је насеље у Италији у округу Венеција, региону Венето.
Према процени из 2011. у насељу је живело 17 становника. Насеље се налази на надморској висини од 1 м.